# Chikungunya-láz
A chikungunya-láz a világ trópusi, szubtrópusi területein elterjedt fertőző betegség, amelyet a chikungunyavírus okoz. A betegség tünetei láz és ízületi fájdalom, amelyek 2-12 nappal a fertőzés után jelentkeznek. Az egyéb tünetek között előfordulhat fejfájás, izomfájdalom, kiütések, ízületi duzzanat. A betegség többnyire egy héten belül elmúlik, de esetenként az ízületi fájdalom hónapokon át megmaradhat. A halálozási ráta 1:1000; a fertőzés főleg a nagyon fiatal gyerekek, az idősek, vagy az egyéb betegségben szenvedők számára jelent nagyobb kockázatot.
A vírust az ázsiai tigrisszúnyog és az egyiptomi csípőszúnyog csípése terjeszti; ezek többnyire nappal aktívak. A kórokozó rezervoárjául különféle madarak és rágcsálók szolgálnak. A vírus jelenlétét vérből, vagy az ellene képződött ellenanyagok, vagy közvetlenül RNS-ének detektálásával lehet kimutatni. A tüneteket a dengue-láz vagy a Zika-láz tüneteivel lehet összetéveszteni. A páciens az első fertőzés után immunissá válik.
A legjobb megelőzés a szúnyogok irtása, szaporodásuk akadályozása, illetve szúnyoghálók, rovarriasztók használata. Oltóanyag 12 éves kortól Európában engedélyezett. Specifikus gyógyszer egyelőre nem áll rendelkezésre, a betegséget tünetileg kezelik a páciens pihentetésével, folyadék-utánpótlással, láz- és fájdalomcsillapítással.
A chikungunya-láz eredetileg Afrikában és Ázsiában fordult elő, de a 2000-es évek óta kisebb járványok fordultak elő Dél-Európában és az USA-beli Floridában is. Az esetek számát 2014-ben világszerte egymillióra becsülték.
A betegséget először 1952-ben észlelték Tanzániában. Neve a makonde nyelvből származik, jelentése „felhajló”, ami a fájdalom hatására kicsavarodó ízületre utal.

## Tünetek
A chikungunya-láz tünetei a fertőzéstől számítva 1-2 napon belül jelentkeznek, leggyakrabban 3-7 nap múlva. Előfordul, hogy a fertőzés tünetmetesen lezajlik, de a páciensek 72-97%-a szimptómákat tapasztal. A leginkább jellemző tünetek a hirtelen jelentkező magas láz, ízületi fájdalom és kiütések. Az egyéb tünetek közé tartozik a fejfájás, levertségérzet, emésztési panaszok, kötőhártya-gyulladás.
A betegség egy akut és néha egy krónikus fázisból állhat. Az akut fázis elején a virális szakasz tapasztalható, amely az első 5-7 napon át tart és a vírus ilyenkor közvetlenül kimutatható a vérből. Ezt egy kb. tíz napig tartó lábadozási szakasz követi, melynek során a tünetek fokozatosan enyhülnek és a vírus már nem található meg a vérben. A kezdeti hirtelen magas láz (39 °C, sőt néha akár 40 °C) néhány napig, vagy legfeljebb egy hétig tart; esetenként egy időre enyhülhet, majd visszatér. A láz együttjár a virémiával (vírusszaporodással) és a víruskoncentráció a vérben arányos a tünetek súlyosságával. Amikor a korai immunválaszra jellemző IgM megjelenik, a vírusszám csökkenni kezd. A fejfájás, álmatlanság és a teljes kimerültségérzet még 5-7 napig megmaradhat.
A lázat erős ízületi fájdalom és merevség követi; amely akár hetekig-hónapokig vagy akár évekig megmaradhat. Az erős fájdalom sokszor szinte mozdíthatatlanná teszi az érintett ízületeket. Ízületi fájdalom az esetek 87–98%-ban lép fel és szinte mindig több ízületet is érint; a duzzanat viszont ritka. Általában a kar és láb ízületei (általában csukló és boka, esetleg a váll, könyök és térd is) érintettek, szimmetrikusan mindkét oldalon. A reumás vagy más módon beteg/sérült ízületeknek nagyobb esélye van a megbetegedésre. A fájdalom érintheti az izmokat és ínszalagokat is.
Az esetek 40-50%-ban makulopapuláris kiütés is tapasztalható, jellemzően az első tünetek utáni 2-5. napon. Esetenként előfordulnak emésztőszervi rendellenességek: hasfájás, hányinger, hányás vagy hasmenés. A megbetegedések több mint felében a fájdalom és kimerültség miatt a páciensek nem képesek napi tevékenységük elvégzésére. Ritkán a szem is érintett lehet, gyulladás (uveitisz) vagy retinaléziók léphetnek fel. Ideiglenesen a máj is károsodhat.
Igen ritkán olyan neurológiai rendellenességeket is tapasztaltak a chikungunya-vírus fertőzése esetén, mint Guillain–Barré-szindróma, bénulás, meningoencefalitisz vagy neuropátia. A dengue-lázzal ellentétben bevérzéses komplikáció csak nagyon ritkán lép fel; ilyenkor inkább kettős fertőzésre vagy kongesztív hepatopátiára kell gondolni.

### A krónikus fázis
Az akut szakaszt egyes esetekben – ahogyan már egy 1979-es járvány esetében megfigyelték – krónikus fázis követheti. Különösen veszélyeztetettek ebből a szempontból az idősek és a meglévő reumatikus bántalmak által sújtott páciensek.
A Réunion-szigeti 2006-os járvány során a 45 éven felüli betegek több mint fele jelezte, hogy hosszan tartó izom- és ízületi fájdalmaik vannak; ezek 60%-a esetében pedig az ízületi fájdalmak három évvel később is megmaradtak. A Franciaországba költöző érintettek körében végzett felmérés azt mutatta, hogy 59%-uk két évvel a fertőzés után továbbra is fájdalmaktól szenved. Egy évvel egy olaszországi járványt követően a betegek 66%-a panaszkodott izom- és ízületi fájdalomra, izomgyengeségre.
A krónikus tünetek oka nem ismert. Autoimmun vagy reumatoid betegségek molekuláris markereit nem sikerült kimutatni. Feltételezések szerint ezekben az esetekben a vírus megmarad a szervezetben, legalábbis fehérjéit ki tudták mutatni egy beteg izombiopsziájából, három hónappal az eredeti fertőzést követően. Egy másik esetben másfél évvel az akut fázis után vírusproteineket és vírus-RNS-t találtak az ízületből kivont makrofágokban. Egyes állatkísérletek eredménye is arra utal, hogy a chikungunyavírus képes perzisztens fertőzést kialakítani a sejtekben. Egérben 16 héttel az inokuláció után vírus-RNS-t detektáltak az ízületi szövetekben. Majmok lépében a vírus legalább hat héten keresztül megmaradt.

## A kórokozó

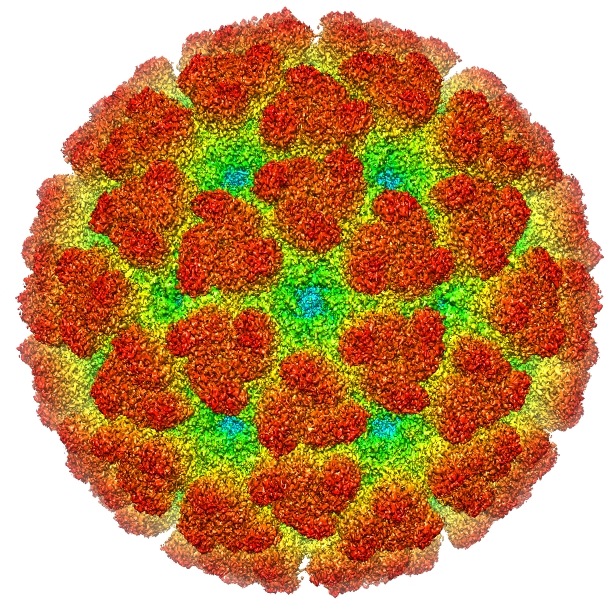
Chikungunyavírus modellje krioelektronmikroszkópos felvétel alapján

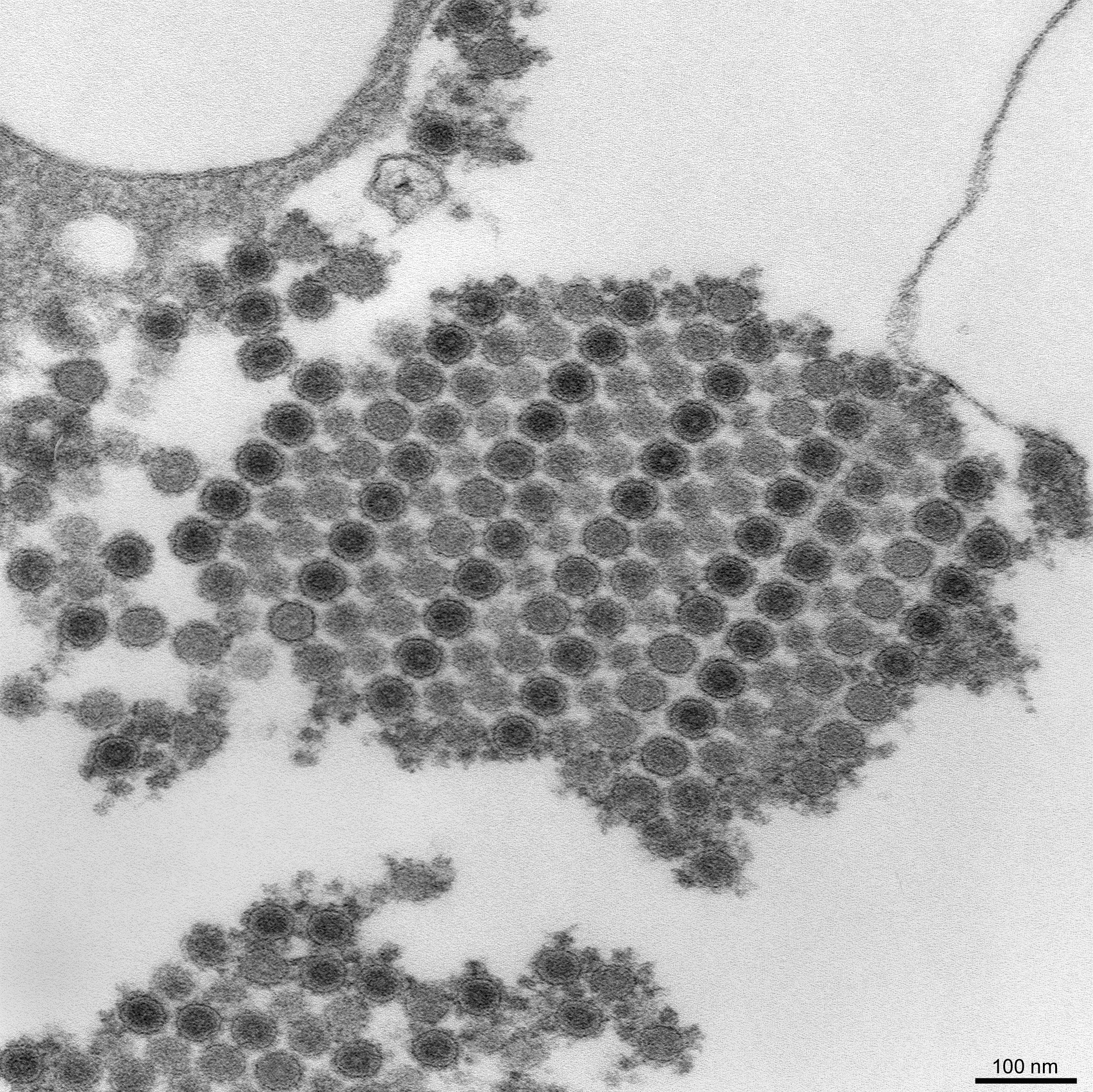
Chikungunyavírusok transzmissziós elektronmikroszkópos képe

A betegség kórokozója a Togaviridae család Alphavirus nemzetségéhez tartozó chikungunyavírus (rövidítve CHIKV), amelyet először 1953-ban izoláltak Tanzániában. Genomja egy kb. 11 600 bázisnyi hosszúságú, egyszálú, pozitív-szenz (vagyis az mRNS-hez hasonlóan azonnal fehérjetranszlációhoz használható) RNS-molekula. Közeli rokonai a Ross River-vírus, az O'nyong'nyong-vírus és a Semliki Forest-vírus. A genom három struktúr- és négy nem-struktúrproteint kódol. Előbbiek a kapszidot felépítő fehérje, valamint két glikoprotein, az E1 és E2, amelyek dimert alkotva a külső lipidburokba ágyazódnak és tüskéket képeznek a virion (vírusrészecske) felszínén. Az E2 kötődik a gazdasejt felszínén található receptorhoz, ami után a virion endocitózissal bekerül a sejt belsejében egy endoszómába. Amikor az endoszómában lecsökken a pH, az E1 membránfúzióval felnyitja annak külső hártyáját és a vírus kiszabadul a citoplazmába.
A kórokozó szúnyogokkal terjed. Jóval ritkábban előfordulhat, hogy terhes nőkről a magzatukra vagy újszülöttükre terjed át (vertikális transzmisszió). Elvben előfordulhat hogy a vírus vérátömlesztéssel vagy szervátültetéssel adódik át, de ilyen esetet eddig nem jelentettek. Járványok esetén a kórokozó forrása általában a már megbetegedett ember, akinek a vérében a vírus felszaporodik és a szúnyogok vérszívással közvetlenül átvihetik. Egyéb esetekben a chikungunyavírus majmokban, madarakban és egyéb gerinces állatokban található meg. A vírusnak három altípusát különítették el: a nyugat-afrikait, a kelet/közép/dél-afrikait és az ázsiait. Az ázsiai vonal 1952-ben különült el és később két alcsoportra vált szét, az indiaira és a délkelet-ázsiaira. Genetikai vizsgálatokkal kimutatták, hogy Brazíliában mind az ázsiai, mind a kelet/közép/dél-afrikai típus jelen van és az előbbi 2013-ban került az országba.
A közvetítők az Aedes nemzetségbe tartozó szúnyogok, közülük is az egyiptomi csípőszúnyog (A. aegypti) a leggyakoribb vektor. A vizsgálatok szerint a 2006-os Réunion-szigeti járványt egy olyan mutáns vírustörzs okozta, amely inkább az ázsiai tigrisszúnyogot (A. albopictus) preferálja. Egyéb potenciális vektorok még az Ae. furcifer, az Ae. africanus és az Ae. luteocephalus.
A fertőzés lefolyása az emberi szervezeten belül még nem teljesen ismert. Laboratóriumi vizsgálatokban a vírus képes volt szaporodni az emberi bőr és a véredények hámsejtjeiben, a fibroblasztokban és a makrofágokban is. A fertőzés hamar elpusztítja a gazdasejtet, de jól reagál I. és II. típusú interferonra. Élő állatokban a kórokozó jól szaporodott a fibroblasztokban és a vázizmok sejtjeiben.

## Diagnózis
A chikungunya-lázat klinikai, epidemiológiai és laboratóriumi kritériumok alapján diagnosztizálják. Klinikai szempontból a magas láz és az erős ízületi fájdalom veti fel a betegség lehetőségét. Az epidemiológiai szempont azt veszi figyelembe, hogy a páciens tartózkodott-e az utóbbi 12 napban olyan országban, ahol a chikungunya-láz endemikus. Korai laboratóriumi kritérium lehet az akut vírusfertőzésre utaló alacsony limfocitaszám, vagy meghatározóbb a vírus direkt kimutatása RT-PCR-rel, esetleg a pozitív szerológiai teszt.
Hasonló tüneteket produkálhatnak olyan, szúnyog terjesztette trópusi betegségek, mint a dengue-láz és a malária; esetleg az influenza. Hosszabb távon a chikungunya-fertőzés sok esetben krónikus ízületi fájdalommal jár, míg a dengue-láz esetében ez ritka.
A legbiztosabb diagnózist a sejttenyészetes vírusizoláció szolgáltatja, de ez egy-két hét alatt ad eredményt és III. biztonsági szintű laboratóriumhoz van hozzá szükség. Az egy-két nap alatt eredményt adó RT-PCR a kórokozó specifikus génjeit mutatja ki a vérből és eredményéből következtetni lehet a vírusszaporodás mértékére is. A szerológiai tesztek a vírus ellen képződött IgM ellenanyagot mutatják ki a vérből. Ez a vizsgálat gyors és már az 5. napon pozitív lehet és hónapokkal később is kimutatja a lezajlott infekciót. Hátránya, hogy a rokon vírusok (o'nyong'nyong-vírus, Semliki Forest-vírus) álpozitív reakciót adhatnak.

## Megelőzés

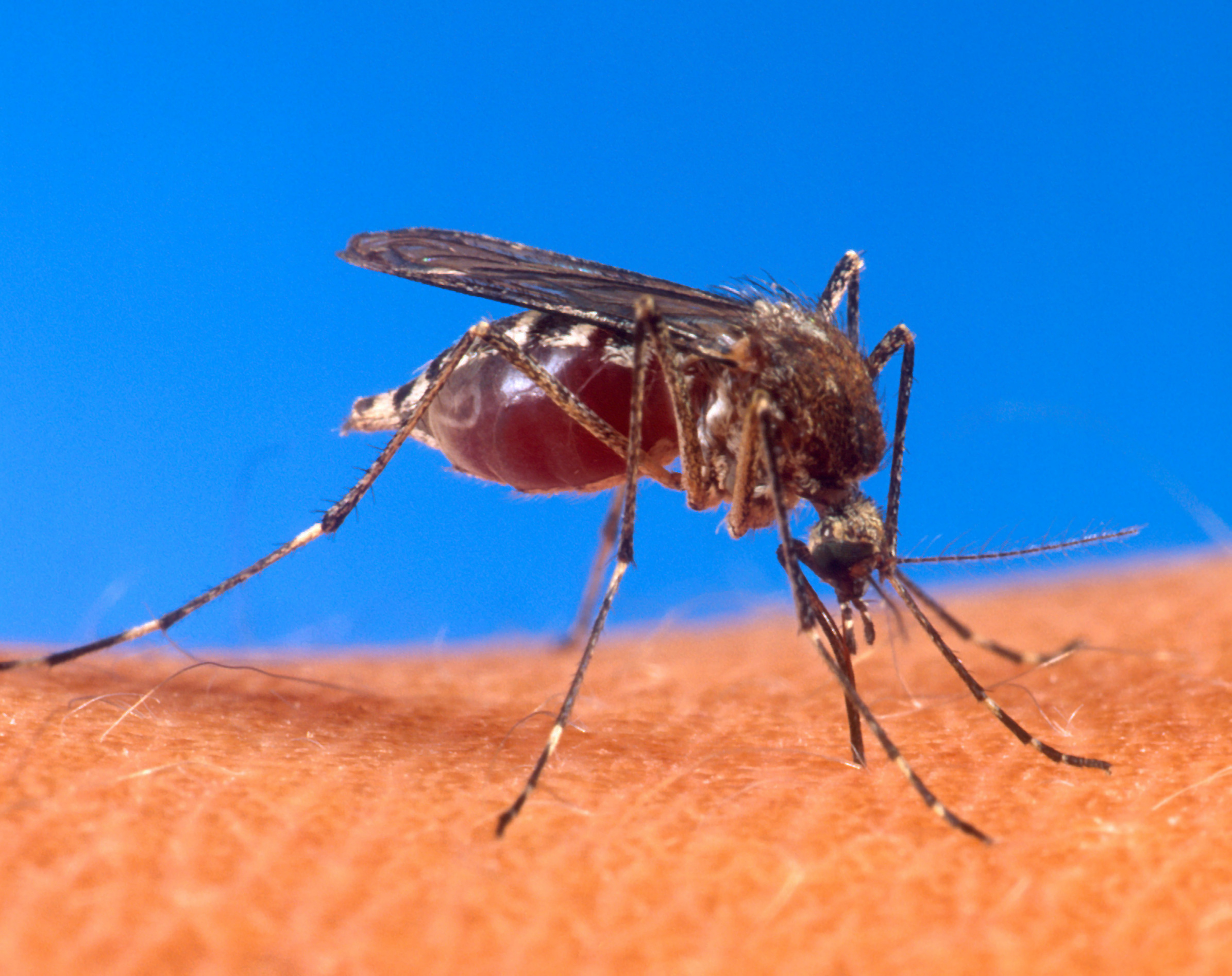
Egyiptomi csípőszúnyog

Mivel a fertőzés ellen nincs megfelelő oltás, a megelőzés leghatékonyabb módja a szúnyogok irtása, gyérítése, valamint a csípés elkerülése. A trópusokon a gyérítést többnyire a kis pocsolyák, állóvizek, akár a használt autógumikban felgyülemlett esővíz eliminálásával végzik, hogy a szúnyoglárvák ne találjanak élőhelyet. Ha ez nem lehetséges vagy nem elegendő, rovarirtó szereket vagy biológiai irtást lehet bevetni. A szúnyogok csípését ablakra és ágyra szerelt szúnyoghálóval, testen alkalmazott vagy párologtatott rovarriasztókkal lehet minimalizálni. A kémiai módszerek hátulütője, hogy a szúnyogok egyre inkább rezisztenssé válnak ellenük. Segíthet a hosszúnadrág és hosszú ujjú ing viselése és időnként a ruhadarabokat is riasztószerekkel kezelik. Figyelembe kell venni, hogy mind az egyiptomi csípőszúnyog, mind az ázsiai tigrisszúnyog nappal aktív, így a csípések többsége a szabad ég alatt történik.

### Védőoltás
A 2017-ben még nem állt rendelkezésre engedélyezett vakcina a chikungunya-láz ellen. Egy élő, legyengített vírust tartalmazó oltóanyag a II. fázisú klinikai tesztelés során a páciensek 28 nap után 98%-ban, egy év után pedig 85%-ban adott védettséget. A páciensek 8%-ánál azonban visszatérő ízületi fájdalom jelentkezett és a mint kiderült, a vírus legyengülése is csak az E2 glikoprotein két mutációja révén következett be. Egyéb vakcinákat még csak egerekben teszteltek. 2014-ben az Egyesült Államokban mesterséges vírusszerű részecske felhasználásával végeztek jó hatékonyságú kísérleteket, de csak 25 emberen. Az oltóanyag mellett azonban nem lehet elhanyagolni a szúnyoggyérítési és csípésmegelőző módszereket sem.

## Kezelés
A chikungunya-láz ellen egyelőre nem ismert specifikus gyógymód, általában tüneti kezelést alkalmaznak, mint nem-szteroid gyulladáscsökkentőket (naproxén), fájdalomcsillapítókat (paracetamol)) és megfelelő folyadékbevitelt. Az aszpirin a fokozott vérzési kockázat miatt ellenjavallt. Bár jó gyulladáscsökkentők, kortikoszteroidokat sem javasolt beadni a betegség akut szakaszában, mert immunszupresszív hatásukkal ronthatják a beteg állapotát.
Kísérletek folynak passzív immunterápia alkalmazására, amikor chikungunya-fertőzésen átesett ember tisztított immunoglobulinjaikat adnák be, főleg a magas kockázatú betegeknek. Bár állatokban hatékonynak bizonyult, a módszer egyelőre nincs klinikai alkalmazásban.
A legalább két hétig tartó krónikus ízületi fájdalmakkal szemben a ribavirin egyes esetekben hatékonynak bizonyult. Klorokinnal is próbálkoztak, de hatása nem egyértelmű; az akut fázisban haszontalan, de a krónikus szakaszban enyhítheti a tüneteket, akárcsak az egyszerűbb fájdalomcsillapítók. A szteroidok nem hatásosak. A reumás fájdalmak kezelésére használt metotrexát is javítja a chikungunya-okozta ízületi problémákat, de hatásmechanizmusa egyelőre nem ismert.

## Epidemiológia

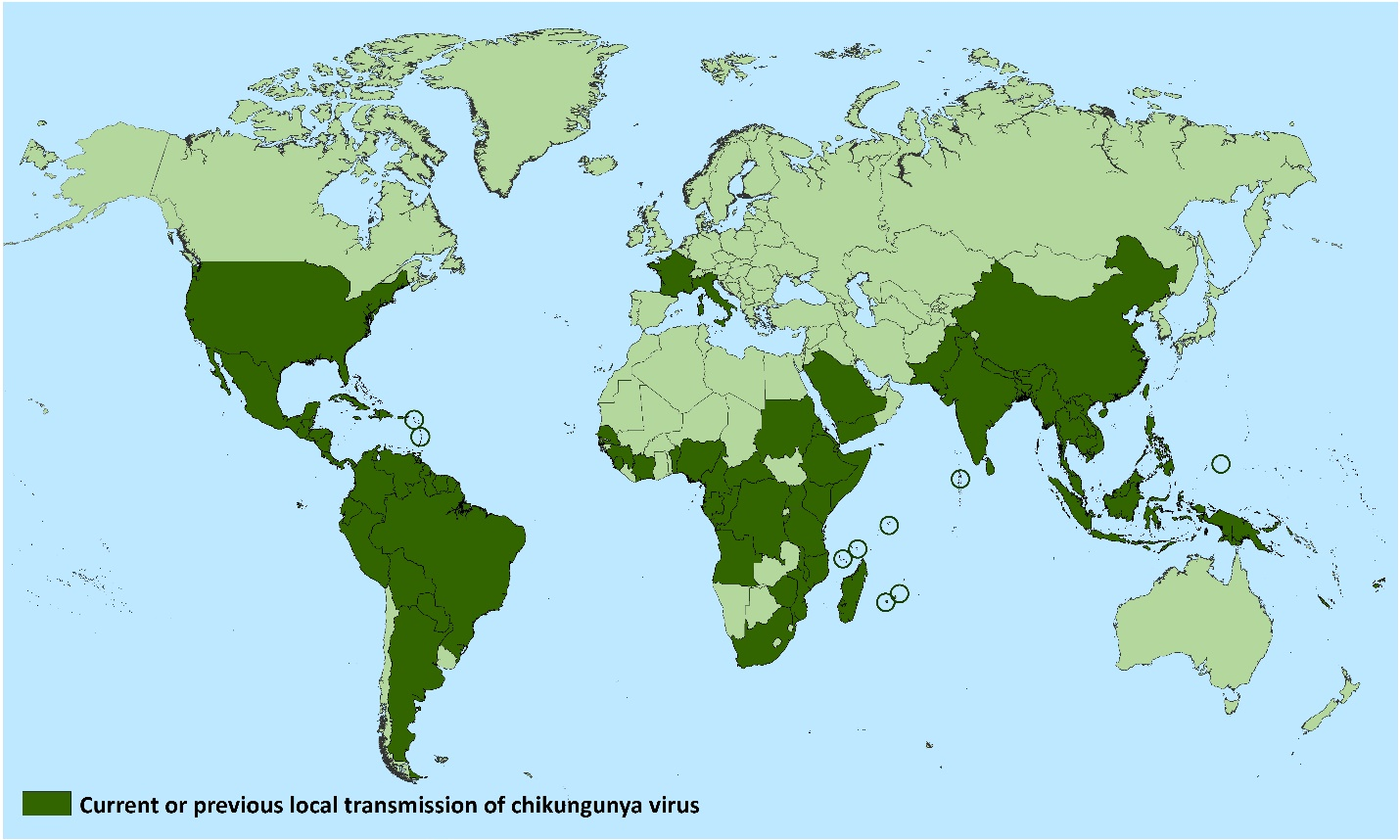
A chikungunya-láz által érintett országok (2019)

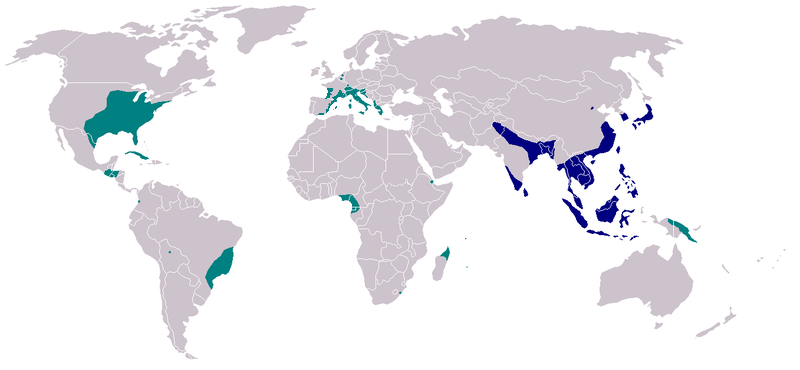
Az ázsiai tigrisszúnyog elterjedése
Sötétkék: őshonos; Zöld: behurcolt

Az évente mintegy 3 millió fertőzést okozó vírus korábban csak a fejlődő országokból volt ismert. Az utóbbi években a betegség újabb területeken jelent meg az Indiai- és a Csendes-óceán térségében, valamint Európában, Észak- és Dél-Amerikában. Afrikában a járványok között a kórokozó vadállatokban (majmok, kisemlősök stb.) találja meg rezervoárját, míg járvány esetén emberről emberre is terjed. Afrikán kívül talán már a 18. században is megjelenhettek az első megbetegedések, de egyelőre nem dönthető el, hogy Ázsiára a 19. században vagy még újabban terjedt át a kórokozó. Afrikában jellemzően az esős évszakban, a szúnyogok elszaporodásával törnek ki a járványok.
A betegség éves előfordulása változó, függ az éppen zajló járványoktól. Amikor a betegséget 1952-ben először leírták, viszonylag ritka, nyugat-afrikai kórkép volt, melynek gyakorisága az esős időszakoktól függött. Az 1960-as évektől rendszeres afrikai és ázsiai járványokról érkeztek híradások. Néhány évtizednyi viszonylagos visszahúzódást követően a 2000-es években sorra törtek ki a nagyobb járványok Afrikában. Ázsiában, Észak- és Dél-Amerikában. Indiában 32 évnyi eltűnést követően jelent meg újra. A vírus olyan helyeken ütötte fel a fejét (Európa, Karibi-térség, Egyesült Államok) ahol addig ismeretlen volt. 2005-ben Réunion szigetén az addig tapasztalt legnagyobb járvány tört ki, amely a sziget 770 ezer lakosából 266 ezret érintett. 2006-ban egyedül Indiában 1,25 millióra becsülték a fertőzöttek számát.
A genetikai vizsgálatok alapján arra lehet következtetni, hogy a 2005 utáni széleskörű megbetegedésekért egy új, mutáns változat a felelős, amelynek megváltozott az E1 felszíni fehérjéje (E1-A226V változat), ezáltal könnyebben tud szaporodni a szúnyog sejtjeiben. A mutáció lehetővé tette, hogy a világszerte elterjedt, invazív ázsiai tigrisszúnyog is vektorként szolgálhasson.

## Fordítás
- Ez a szócikk részben vagy egészben  a   Chikungunya című angol Wikipédia-szócikk ezen változatának fordításán alapul.  Az eredeti cikk szerkesztőit annak laptörténete sorolja fel. Ez a jelzés csupán a megfogalmazás eredetét és a szerzői jogokat jelzi, nem szolgál a cikkben szereplő információk forrásmegjelöléseként.